# Bertsdorf-Hörnitz
Bertsdorf-Hörnitz és un municipi alemany que pertany a l'estat de Saxònia. Està situat a uns 3 km a l'oest de la ciutat de Zittau. El 2022 tenia una població estimada de 2.020 habitants.